# 邱芳芳
邱芳芳（1991年9月25日—），上海人，中国女子足球运动员，司职后卫，目前效力于上海农商银行。
2017年，入选中国女足，参加永川女足邀请赛。2018年，在联赛收官战上，接受做篮球教练工作的男友林亚东的求婚。2021年，获得陕西全运会女足成年组银牌。2021年11月23日，上海市足球协会确认邱芳芳被诊断为急性白血病，在上海瑞金医院接受治疗。确诊后，俱乐部也与教练组队员一起进行捐款，筹措款项达65万。2021年11月23日，上海女足1比0击败长春女足的女超比赛前，张馨高举邱芳芳的16号战袍合影，表达全队对她的支持。